# Cien caras del Auditorio de Tenerife

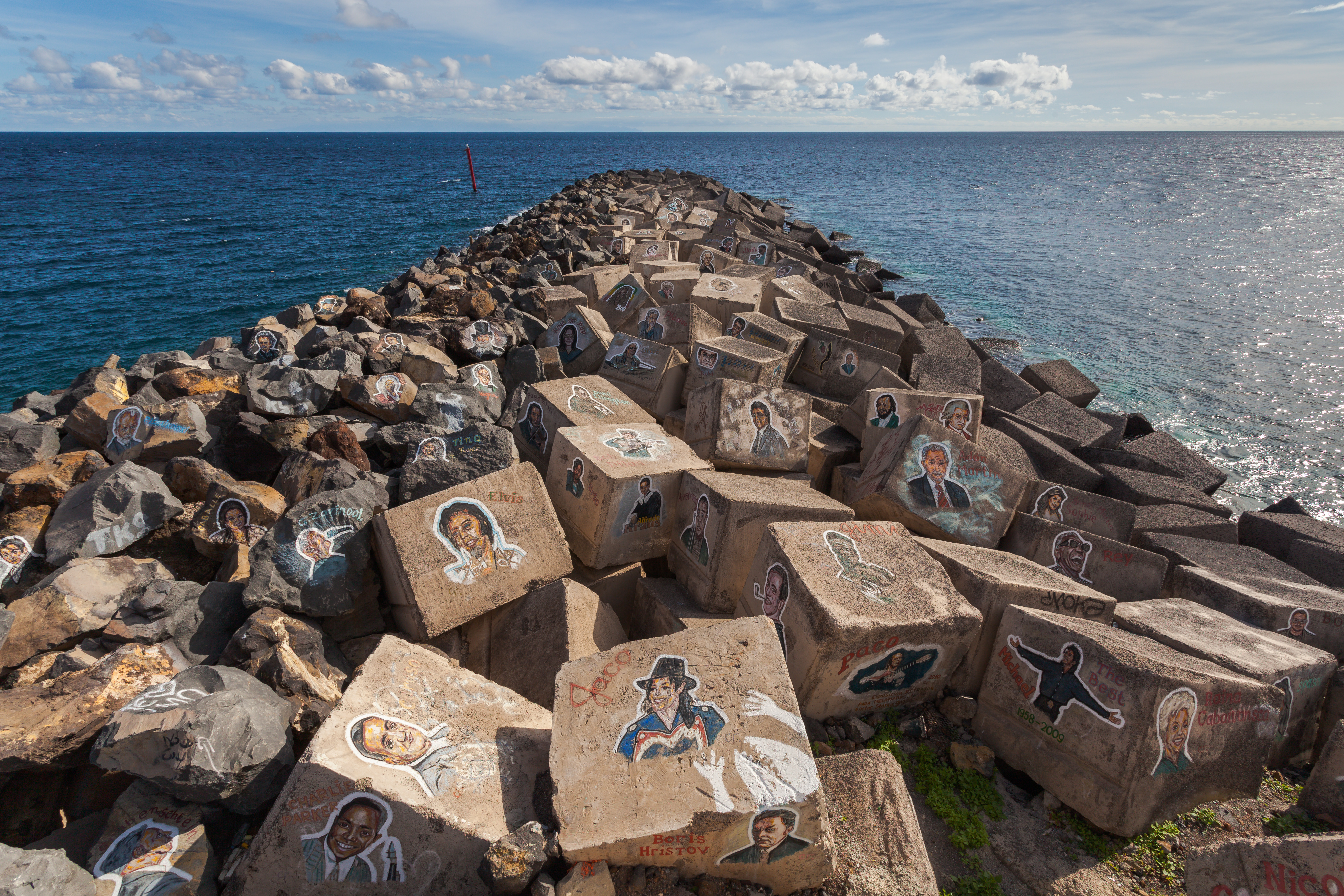
Panorámica de las caras en el espolón.

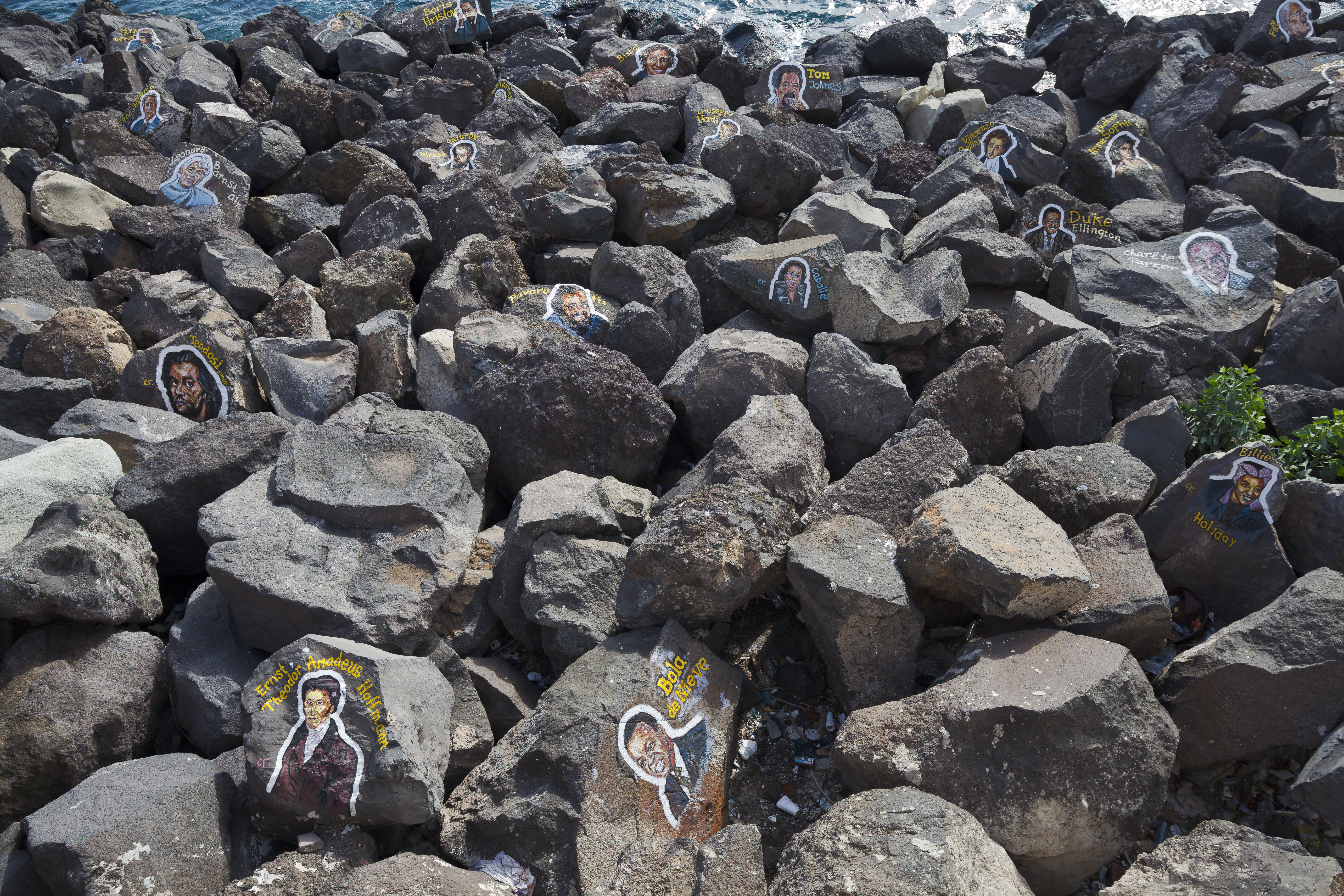
Detalle de algunas de las caras.

Las Cien caras del Auditorio de Tenerife es una obra de arte que se compone de imágenes de artistas musicales situadas en las rocas del espolón que se encuentran junto al Auditorio de Tenerife en Santa Cruz de Tenerife (Islas Canarias, España). 
Fueron creadas por el artista búlgaro Stojko Gagamov entre 2010 y 2011. Algunas imágenes fueron pintadas sobre cubos de hormigón, pero la mayor parte se encuentra en piedras naturales oscuras. 
Gagamov comenzó con las caras del arquitecto Santiago Calatrava (el diseñador del Auditorio) y el cantante Luciano Pavarotti, y luego durante ocho meses añadió 98 rostros más. Entre ellos se encuentran cantantes, instrumentistas y compositores clásicos y modernos, además de otras personalidades. Para dar a sus retratos un fondo claro en las rocas oscuras, Gagamov pintó la silueta blanca unos centímetros más grande que la imagen correspondiente.
Algunos de los artistas representados son: Madonna, Luciano Pavarotti, Santiago Calatrava, Michael Jackson, Elvis Presley, John Lennon, Paco de Lucía, Beethoven, Stevie Wonder, Plácido Domingo, Bono, Chick Corea, Freddie Mercury, Montserrat Caballé, Caruso, Verdi, Paul McCartney, Vivaldi, Jimi Hendrix, Mariah Carey, Bee Gees, Johnny Cash, Alfredo Kraus, Anne-Sophie Mutter, Nikolái Rimski-Kórsakov, Claude Debussy, Phil Collins, Riccardo Muti, Adán Martín Menis, Wolfgang Amadeus Mozart, ABBA, etc.